# 76 mm-es 1938 mintájú hegyiágyú
A 76 mm-es 1938 mintájú hegyiágyú (oroszul: 76-мм горная пушка обр. 1938 г.) egy szovjet tüzérségi eszköz volt, melyet a második világháborúban alkalmaztak.
1937-ben a Szovjetunió megszerezte a cseh Škoda 75 mm M1936 hegyiágyú licencét a Tupoljev SZB gyártási jogaiért cserébe; ezt követően 1937–1938 között L. I. Gorlickij vezette csapat a 7-es számú üzemben kifejlesztett egy módosított változatot.
Az ágyú nagy magassági irányzási tartománnyal rendelkezett, lóval történő szállításhoz könnyen szétszerelhető volt. Rugókkal felfüggesztett kerekei nagy vontatási sebességet tettek lehetővé. A löveg elég könnyű volt ahhoz, hogy kezelőszemélyzete a csatamezőn mozgathassa.
1941 június 1-re a Vörös Hadsereg nagyjából 800 darab ilyen fegyverrel rendelkezett. A hegyi egységek mellett egyes ejtőernyős alakulatok is kaptak a típusból.
A Wehrmacht által zsákmányolt lövegek a 7,62 cm GebK 307(r) jelöléssel kerültek rendszeresítésre.
A finn hadsereg öt zsákmányolt példányt használt a háború alatt, melyeket 76 VK 38 névvel láttak el.

## Fordítás
- Ez a szócikk részben vagy egészben  a(z)   76 mm mountain gun M1938 című angol Wikipédia-szócikk ezen változatának fordításán alapul.  Az eredeti cikk szerkesztőit annak laptörténete sorolja fel. Ez a jelzés csupán a megfogalmazás eredetét és a szerzői jogokat jelzi, nem szolgál a cikkben szereplő információk forrásmegjelöléseként.